# Воскресенск
Воскресенск (на руски: Воскресенск) е град в Русия, административен център на Воскресенски район, Московска област. Населението му към 1 януари 2018 е 93 565 души.